# La Chanson du sombre dimanche
Pour les articles homonymes, voir Sombre Dimanche.
Pour plus de détails, voir Fiche technique et Distribution.
La Chanson du sombre dimanche (ou Une chanson d'amour et de mort, titre télé ; en anglais Gloomy Sunday, a Song of Love and Death ; en allemand Ein Lied von Liebe und Tod ; en hongrois Szomorú vasárnap) est un film germano-hongrois réalisé par Rolf Schübel (en), sorti en 1999.
Le film est construit autour de la chanson Sombre Dimanche.

## Fiche technique
- Titre : La Chanson du sombre dimanche
- Titre original : Gloomy Sunday - Ein Lied von Liebe und Tod
- Réalisation : Rolf Schübel
- Scénario : Ruth Toma et Rolf Schübel d'après le roman de Nick Barkow
- Musique : Detlef Petersen et Rezsö Seress
- Photographie : Edward Klosinski
- Montage : Ursula Höf
- Production : Michael André, Andreas Schreitmüller, Richard Schöps et Winka Wulff
- Société de production : Studio Hamburg Filmproduktion, Dom Film, PolyGram Filmproduktion, Focusfilm Kft., Arte et Premiere
- Pays :  Allemagne et  Hongrie
- Genre : Romance et drame
- Durée : 112 minutes
- Dates de sortie : 
  -  Allemagne : 21 octobre 1999

## Distribution
- Joachim Król : László Szabo, propriétaire juif du restaurant Le Szabo.
- Ben Becker : Hans Wieck, industriel devenu officier nazi.
- Stefano Dionisi : András, pianiste au restaurant Le Szabo et compositeur de la chanson maudite (inspiré de Rezső Seress).
- Erika Marozsán : Ilona, serveuse au restaurant Le Szabo.